# I've Got That Old Feeling
I've Got That Old Feeling è un album in studio della cantante e violinista statunitense Alison Krauss, pubblicato nel 1990.

## Tracce
1. I've Got That Old Feeling (Sidney Cox) – 2:53
2. Dark Skies (John Pennell) – 2:20
3. Wish I Still Had You (Cox) – 3:44
4. Endless Highway (Roger Rasnake) – 2:20
5. Winter of a Broken Heart (Nelson Mandrell) – 2:56
6. It's Over (Mandrell) – 3:06
7. Will You Be Leaving (Pennell) – 2:22
8. Steel Rails (Louisa Branscomb) – 2:17
9. Tonight I'll Be Lonely Too (Cox) – 3:25
10. One Good Reason (Pennell) – 3:06
11. That Makes One of Us (Rick Bowles, Barbara Wyrick) – 3:20
12. Longest Highway (Cox) – 2:48